# Star Wars: The Clone Wars (Film)

Logo der Star-Wars-Reihe

Star Wars: The Clone Wars (Arbeitstitel: Clone Wars 3D) ist ein US-amerikanischer Computeranimationsfilm, der im Star-Wars-Universum von George Lucas spielt und am 14. August 2008 in die deutschen Kinos kam. Starttermin in den USA war der 15. August 2008.
Die Handlung spielt zwischen Star Wars: Episode II – Angriff der Klonkrieger und Star Wars: Episode III – Die Rache der Sith. Im Unterschied zur Serie Star Wars: Clone Wars wurde statt einer 2D-Animation eine aufwändigere 3D-Animation verwendet. Der Film stellt den Pilotfilm zur gleichnamigen Serie dar, die am 3. Oktober 2008 in den USA auf Cartoon Network startete und am 23. November 2008 in Deutschland auf ProSieben Premiere feierte.

## Handlung
In der Galaxis toben die Klonkriege. Im äußeren Rand entwickelt sich der Krieg zu Gunsten der Separatisten. Diese entführen Rotta the Hutt, den Sohn des mächtigen Gangsterbosses Jabba der Hutt. Hiermit wollen sie erreichen, dass dieser die Galaktische Republik um Hilfe bittet, denn wenn diesen die Rettung seines Kindes nicht gelingt, so könnte sich Jabba den Separatisten zuwenden. Der Jedi-Meister Yoda entscheidet sich, Obi-Wan Kenobi und Anakin Skywalker auf diese Mission zu schicken.
Kenobi und Skywalker sind mit ihrer Armee von Klonkriegern momentan auf dem Planeten Christophsis stationiert, wo sie gegen den separatistischen General Whorm Loathsom und seine Droidenarmee kämpfen. Die Lage ist ernst, denn die Klonkrieger sind weit in der Unterzahl. Nach einigen Kämpfen stößt Hilfe zu den Klonen, als der junge, weibliche Padawan Ahsoka Tano mit zur Verstärkung eintrifft. Es stellt sich heraus, dass das junge Mädchen nicht wie erwartet Obi-Wan, sondern Anakin zugeteilt worden ist. Anakin, der eigentlich keinen Schüler will, reagiert zuerst eher negativ auf Ahsoka. Er schleicht jedoch mit ihr hinter die feindlichen Linien, um den Schildgenerator, das Rückgrat der Separatisten des Planeten, auszuschalten, was schließlich auch gelingt. Die Separatisten werden besiegt.
Die drei Jedi werden nun von Meister Yoda mit dem Auftrag der Rettung von Jabbas Sohn, Rotta, betraut. Anakin und seine neue Schülerin, deren Verhältnis zu ihm sich mittlerweile gebessert hat, sollen ihn aus einem verlassenen Kloster retten. Er wird dort von Separatisten festgehalten, was die Republik jedoch nicht weiß. Obi-Wan soll nach Tatooine zu Jabba gehen, um dort die Verhandlungen aufzunehmen.
Anakin und Ahsoka greifen nun auf Teth mit einer Armee Klonkrieger das stark befestigte, auf einem sehr steilen Berg liegende Kloster an. Sie werden zur Landung auf dem Waldboden gezwungen und müssen so mit Seilen und Kampfläufern den Berg erklimmen. Dabei werden sie bereits von Kampfdroiden beschossen. Nachdem sie oben angekommen sind und die Besatzung ausgelöscht haben, betreten sie das dunkle Innere des Klosters. Hier werden sie von einem Droiden begrüßt, der sich als Verwalter des Hauses vorstellt. Er erzählt ihnen von den Gefängnissen des Klosters. Ahsoka und Anakin trennen sich von den Klonkriegern und steigen in die besagten Kerker. Hier finden sie den kleinen, kranken Huttling und nehmen ihn mit. Auf Teth treffen aber weitere Droidentruppen unter dem Kommando der Sith Schülerin Asajj Ventress ein, welche die Klone davon abhalten wollen, den Huttling aus der Festung zu retten. Nach einigen Kämpfen mit Droiden und Ventress können Ahsoka und Anakin mit Rotta vom Berg flüchten. Währenddessen kommt der Anführer der Separatisten, Count Dooku, ebenfalls bei Jabba an und zeigt ihm Aufnahmen von Anakin und Ahsoka, die es so aussehen lassen, als ob sie Rotta entführt hätten. Ventress, die bereits vor dem Eintreffen der neuen Droiden im Kloster anwesend gewesen war, hatte Dooku diese zuvor geschickt. Er bietet dem Hutten an, sich den Separatisten anzuschließen, damit sie seinen Sohn zurückbringen.
Auf Teth sind Anakin und Ahsoka gerade an einem Frachtschiff angekommen, mit dem sie nach Tatooine fliegen wollen. Aus diesem entsteigt plötzlich der angebliche Verwalter-Droide, der sich als Separatist entpuppt. Anakin und seine neue Schülerin können den Droiden und die Kampfdroiden des Schiffes eliminieren. Sie übernehmen schließlich die Kontrolle über das alte Schiff. Über Teth tobt aber eine Raumschlacht zwischen Jägern der Republik und den ferngesteuerten Raumschiffen der Separatisten. Die beiden wollen in einem republikanischen Kreuzer landen, als die Droidenjäger, die Anakin verfolgen, mitten in den Hangar reinfliegen und der Hangar explodiert. Daraufhin müssen Anakin und Ahsoka mit dem Frachter allein nach Tatooine fliegen, um dort Rotta zu seinem Vater zurückzubringen. Als die drei aus dem Hyperraum austreten, wird das Schiff jedoch von Dookus Leibwächterdroiden abgeschossen und muss mitten in der Wüste, nahe dem Palast von Jabba the Hutt, notlanden. Die beiden beschließen, zu Fuß zum Palast zu gehen.
Im Kloster von Teth trifft zur selben Zeit Obi-Wan Kenobi auf Asajj Ventress, woraufhin die beiden sich mit dem Lichtschwert duellieren. Nach einem ausgeglichenen Kampf muss Ventress jedoch die Flucht ergreifen.
Später beschließen Anakin und Ahsoka auf Tatooine, sich aufzuteilen, da Anakin spürt, dass eine dunkle Präsenz immer näher kommt. Anakin geht alleine zum Palast und Ahsoka nimmt mit Rotta und R2-D2 einen anderen Weg. Anakin wird auf seiner Route durch die Wüste unerwartet von Count Dooku angegriffen. Dieser glaubt, Anakin habe Rotta bei sich, da er den Rucksack, im welchen die beiden Jedi den Hutt transportiert hatten, auf dem Rücken trägt. Die beiden duellieren sich, doch als Anakin Darth Tyranus seine List offenbart, zeigt dieser ihm Aufnahmen davon, wie seine Magna-Wachen die junge Ahsoka attackieren. Anakin flieht daraufhin vor Count Dooku zum Palast.
Obi-Wan hat mittlerweile sein Duell mit Ventress beendet und kehrt wieder auf seinen Raumkreuzer zurück.
Auf Coruscant, der Hauptwelt der Republik, trägt sich derweil anderes zu. Senatorin Amidala, Anakins heimliche Ehefrau, hat von der Mission der Jedi erfahren und versucht, den ortsansässigen Hutten Ziro, Jabbas Onkel, auf die Seite der Republik zu ziehen. Ziro lehnt aber entschieden ab. Als sich die Senatorin von dem Droiden, der sie hinausbegleitet, losreißt, kann sie ein Gespräch des Hutten mit einem Hologramm Graf Dookus belauschen, wodurch sie herausfindet, dass Ziro Dooku dabei geholfen hat, Rotta zu entführen. Padmé wird von Ziros Leibwachen ergriffen und verhaftet. Es gelingt ihr jedoch durch Zufall, kurz C-3PO, ihren Protokolldroiden, zu kontaktieren. Dieser trifft wenig später mit mehreren Klonen ein, die Ziro überwältigen. Dieser wird nun gezwungen, Jabba zu kontaktieren und ihm seine Intrige zu gestehen.
Auf Tatooine ist Anakin mit dem Düsenschlitten Dookus unterwegs zu Jabbas Palast. Als er ankommt, ruft ihn Ahsoka, doch Anakin hört sie nicht und fährt weiter. Er geht zu Jabba und bedroht ihn, damit ihm dieser sagt, was mit Ahsoka geschehen ist. Kurz darauf stößt Ahsoka zu ihnen und übergibt Jabba seinen Sohn. Trotzdem will Jabba sie umbringen lassen. Kurz bevor zwischen Jabbas Schergen und den beiden Jedi ein Kampf ausbricht, trifft Ziros Geständnis ein. Jabba lässt die beiden Jedi ziehen und die Republik die von ihm kontrollierten Hyperraumstraßen benutzen. Anakin und Ahsoka werden schließlich von Tatooine abgeholt.

## Hintergrund

### Einordnung in dasStar-Wars-Universum
Die Handlung des Films setzt kurz nach Angriff der Klonkrieger ein und spielt damit inmitten des namensgebenden Klonkriegs. 
Zeitleiste der Filme und Serien im Star-Wars-Universum
| Die dunkle Bedrohung |                                   |                   |                                    |                   |                                   |                   |                         | I             |                                |               |                          |               |                          |                          |                          |                          |                          |                          |                          |                         |                         |                         |                         |                         |                         |                         |                         |                   |                   |                   |                         |                         |                         |                         |
| Angriff der Klonkrieger |                                   |                   |                                    |                   |                                   |                   |                         |               |                                | II            |                          |               |                          |                          |                          |                          |                          |                          |                          |                         |                         |                         |                         |                         |                         |                         |                         |                   |                   |                   |                         |                         |                         |                         |
| Die Rache der Sith |                                   |                   |                                    |                   |                                   |                   |                         |               |                                |               |                          | III           |                          |                          |                          |                          |                          |                          |                          |                         |                         |                         |                         |                         |                         |                         |                         |                   |                   |                   |                         |                         |                         |                         |
| Krieg der Sterne |                                   |                   |                                    |                   |                                   |                   |                         |               |                                |               |                          |               |                          |                          |                          |                          |                          |                          |                          |                         |                         | IV                      | IV                      |                         |                         |                         |                         |                   |                   |                   |                         |                         |                         |                         |
| Das Imperium schlägt zurück |                                   |                   |                                    |                   |                                   |                   |                         |               |                                |               |                          |               |                          |                          |                          |                          |                          |                          |                          |                         |                         |                         |                         |                         | V                       |                         |                         |                   |                   |                   |                         |                         |                         |                         |
| Die Rückkehr der Jedi-Ritter |                                   |                   |                                    |                   |                                   |                   |                         |               |                                |               |                          |               |                          |                          |                          |                          |                          |                          |                          |                         |                         |                         |                         |                         |                         | VI                      |                         |                   |                   |                   |                         |                         |                         |                         |
| Das Erwachen der Macht |                                   |                   |                                    |                   |                                   |                   |                         |               |                                |               |                          |               |                          |                          |                          |                          |                          |                          |                          |                         |                         |                         |                         |                         |                         |                         |                         |                   |                   |                   |                         | VII                     |                         |                         |
| Die letzten Jedi |                                   |                   |                                    |                   |                                   |                   |                         |               |                                |               |                          |               |                          |                          |                          |                          |                          |                          |                          |                         |                         |                         |                         |                         |                         |                         |                         |                   |                   |                   |                         |                         | VIII                    |                         |
| Der Aufstieg Skywalkers |                                   |                   |                                    |                   |                                   |                   |                         |               |                                |               |                          |               |                          |                          |                          |                          |                          |                          |                          |                         |                         |                         |                         |                         |                         |                         |                         |                   |                   |                   |                         |                         |                         | IX                      |
| Rogue One |                                   |                   |                                    |                   |                                   |                   |                         |               |                                |               |                          |               |                          |                          | a)                       |                          |                          |                          |                          |                         | R1                      |                         |                         |                         |                         |                         |                         |                   |                   |                   |                         |                         |                         |                         |
| Solo |                                   |                   |                                    |                   |                                   |                   |                         |               |                                |               |                          |               |                          |                          | a)                       |                          | S                        |                          |                          |                         |                         |                         |                         |                         |                         |                         |                         |                   |                   |                   |                         |                         |                         |                         |
| Die Abenteuer der jungen Jedi | YJA                               |                   |                                    |                   |                                   |                   |                         |               |                                |               |                          |               |                          |                          |                          |                          |                          |                          |                          |                         |                         |                         |                         |                         |                         |                         |                         |                   |                   |                   |                         |                         |                         |                         |
| The Clone Wars (+ Kinofilm) |                                   |                   |                                    |                   |                                   |                   |                         |               |                                | TCW           | TCW                      | TCW           |                          |                          |                          |                          |                          |                          |                          |                         |                         |                         |                         |                         |                         |                         |                         |                   |                   |                   |                         |                         |                         |                         |
| The Bad Batch |                                   |                   |                                    |                   |                                   |                   |                         |               |                                |               |                          | TBB           | TBB                      |                          |                          |                          |                          |                          |                          |                         |                         |                         |                         |                         |                         |                         |                         |                   |                   |                   |                         |                         |                         |                         |
| Rebels |                                   |                   |                                    |                   |                                   |                   |                         |               |                                |               |                          |               |                          |                          |                          |                          |                          |                          |                          | Rebels                  | Rebels                  |                         |                         |                         |                         |                         | b)                      |                   |                   |                   |                         |                         |                         |                         |
| Resistance |                                   |                   |                                    |                   |                                   |                   |                         |               |                                |               |                          |               |                          |                          |                          |                          |                          |                          |                          |                         |                         |                         |                         |                         |                         |                         |                         |                   |                   |                   | Resistance              | Resistance              | Resistance              | Resistance              |
| The Acolyte |                                   |                   | c)                                 |                   | TA                                |                   |                         |               |                                |               |                          |               |                          |                          |                          |                          |                          |                          |                          |                         |                         |                         |                         |                         |                         |                         |                         |                   |                   |                   |                         |                         |                         |                         |
| Obi-Wan-Kenobi |                                   |                   |                                    |                   |                                   |                   |                         |               |                                |               |                          |               |                          |                          |                          |                          |                          | K                        |                          |                         |                         |                         |                         |                         |                         |                         |                         |                   |                   |                   |                         |                         |                         |                         |
| Andor |                                   |                   |                                    |                   |                                   |                   |                         |               |                                |               |                          |               |                          |                          |                          |                          |                          |                          |                          | Andor                   | Andor                   |                         |                         |                         |                         |                         |                         |                   |                   |                   |                         |                         |                         |                         |
| The Mandalorian |                                   |                   |                                    |                   |                                   |                   |                         |               |                                |               |                          |               |                          |                          |                          |                          |                          |                          |                          |                         |                         |                         |                         |                         |                         |                         |                         |                   | M                 |                   |                         |                         |                         |                         |
| Das Buch von Boba Fett |                                   |                   |                                    |                   |                                   |                   |                         |               |                                |               |                          |               |                          |                          |                          |                          |                          |                          |                          |                         |                         |                         |                         |                         |                         | c)                      | c)                      |                   | BF                |                   |                         |                         |                         |                         |
| Ahsoka |                                   |                   |                                    |                   |                                   |                   |                         |               |                                |               |                          |               |                          |                          |                          |                          |                          |                          |                          |                         |                         |                         |                         |                         |                         |                         |                         |                   | A                 |                   |                         |                         |                         |                         |
| Skeleton Crew |                                   |                   |                                    |                   |                                   |                   |                         |               |                                |               |                          |               |                          |                          |                          |                          |                          |                          |                          |                         |                         |                         |                         |                         |                         |                         |                         |                   | SC                |                   |                         |                         |                         |                         |
| Ära | Die Hohe Republik                 | Die Hohe Republik | Die Hohe Republik                  | Die Hohe Republik | Die Hohe Republik                 | Die Hohe Republik | Fall der Jedi           | Fall der Jedi | Fall der Jedi                  | Fall der Jedi | Fall der Jedi            | Fall der Jedi | Herrschaft des Imperiums | Herrschaft des Imperiums | Herrschaft des Imperiums | Herrschaft des Imperiums | Herrschaft des Imperiums | Herrschaft des Imperiums | Herrschaft des Imperiums | Zeitalter der Rebellion | Zeitalter der Rebellion | Zeitalter der Rebellion | Zeitalter der Rebellion | Zeitalter der Rebellion | Zeitalter der Rebellion | Zeitalter der Rebellion | Zeitalter der Rebellion | Die Neue Republik | Die Neue Republik | Die Neue Republik | Aufstieg der 1. Ordnung | Aufstieg der 1. Ordnung | Aufstieg der 1. Ordnung | Aufstieg der 1. Ordnung |
| \| \| Prequel-Trilogie (Episoden I–III) \| \| Original-Trilogie (Episoden IV–VI) \| \| Sequel-Trilogie (Episoden VII–IX) \| \| A-Star-Wars-Story-Filme \| \| (kanonische) Animations-Serien \| \| (kanonische) Real-Serien \| |                                   |                   |                                    |                   |                                   |                   |                         |               |                                |               |                          |               |                          |                          |                          |                          |                          |                          |                          |                         |                         |                         |                         |                         |                         |                         |                         |                   |                   |                   |                         |                         |                         |                         |
| Die Folgen der Serien Die Mächte des Schicksals und Geschichten der Jedi spielen jeweils zu unterschiedlichen Zeitpunkten, sodass eine Auflistung in der Tabelle nicht sinnvoll möglich ist. Ebenfalls nicht aufgelistet sind Miniserien, Kurzgeschichten, Comics, Bücher und andere Begleitwerke des offiziellen Star-Wars-Kanons sowie der Themenpark Star Wars: Galaxy’s Edge (zwischen VIII und IX). Zur schematischen Einordnung der Handlungen wird die fiktive Zeitrechnung des Star-Wars-Universums verwendet. Diese unterscheidet zwischen den Jahren vor der Schlacht von Yavin (VSY) und nach der Schlacht von Yavin (NSY). Die Schlacht von Yavin IV bildet das Ende von Krieg der Sterne (1977), bei dem Luke Skywalker und die Rebellenallianz den ersten Todesstern zerstören. |                                   |                   |                                    |                   |                                   |                   |                         |               |                                |               |                          |               |                          |                          |                          |                          |                          |                          |                          |                         |                         |                         |                         |                         |                         |                         |                         |                   |                   |                   |                         |                         |                         |                         |
| a) Prolog, b) Epilog, c) Rückblenden |                                   |                   |                                    |                   |                                   |                   |                         |               |                                |               |                          |               |                          |                          |                          |                          |                          |                          |                          |                         |                         |                         |                         |                         |                         |                         |                         |                   |                   |                   |                         |                         |                         |                         |
| | Prequel-Trilogie (Episoden I–III) |                   | Original-Trilogie (Episoden IV–VI) |                   | Sequel-Trilogie (Episoden VII–IX) |                   | A-Star-Wars-Story-Filme |               | (kanonische) Animations-Serien |               | (kanonische) Real-Serien |               |                          |                          |                          |                          |                          |                          |                          |                         |                         |                         |                         |                         |                         |                         |                         |                   |                   |                   |                         |                         |                         |                         |

### Serie
Der Film stellt den Pilotfilm zur Fernsehserie Star Wars: The Clone Wars dar und besteht aus vier Folgen. Die Handlung um die Entführung von Jabbas Sohn hätte eigentlich als Pilot-Dreiteiler im TV laufen sollen, diese aber wurden zu einem Film zusammengesetzt. Dabei nahm man auch eine Folge die später produziert wurde, aber deren Handlung vor der Entführung spielte. Die Folge in der das erste Treffen zwischen Anakin und Ahsoka auf Christophsis gezeigt werden sollte, wurde der erste Teil des Filmes und die vier Folgen wurden für die Kinoleinwand aufbereitet. Da Star-Wars-Schöpfer George Lucas meinte, dass die Serie zu gut für das Fernsehen sei, feierte der Film seine Premiere im Kino. Die vier Episoden hießen The New Padawan, Castle of Deception, Castle of Doom und Castle of Salvation.
In der Serie kommen, anders als im Pilotfilm, viele andere Figuren aus dem erweiterten Star-Wars-Universum als Hauptcharaktere in den einzelnen Folgen vor. So gibt es zum Beispiel eine Folge, in der Yoda auf dem Heimatplaneten der Toydarianer eine Allianz vereinbaren will, während Kit Fisto in einer anderen Episode versucht, das Versteck von General Grievous zu orten.

### Produktion
Die Effekte werden von Lucasfilm Animation in Singapur sowie von Industrial Light & Magic produziert. George Lucas ist für die Produktion als Ganzes verantwortlich, das Drehbuch schrieb Henry Gilroy, zusammen mit Steven Melching und Scott Murphy. Es wurde zugesichert, dass sich die Geschichte an die bisherigen Erzählungen aus Comics und Romanen (dem Expanded Universe) orientieren wird, somit soll die Kontinuität zwischen den einzelnen Werken bewahrt werden. Gilroy erhielt jedoch die Anweisung, dass eine gut erzählte Geschichte keinesfalls aufgrund der Kontinuität fallen gelassen werden soll.

### Synchronisation
Für die deutsche Version wurden, im Gegensatz zur Originalversion, die gleichen Synchronsprecher wie in den normalen Kinofilmen verpflichtet. Neuauftritte feierten lediglich einige wenige Synchronsprecher, zum Beispiel Josephine Schmidt als Ahsoka Tano. Die Synchronsprecher waren im Einzelnen:
| Rolle                         | Originalsprecher    | Deutscher Sprecher        |
| ----------------------------- | ------------------- | ------------------------- |
| Anakin Skywalker              | Matt Lanter         | Wanja Gerick              |
| Obi-Wan Kenobi                | James Arnold Taylor | Philipp Moog              |
| Ahsoka Tano                   | Ashley Eckstein     | Josephine Schmidt         |
| Captain Rex                   | Dee Bradley Baker   | Martin Keßler             |
| Count Dooku/Darth Tyranus     | Christopher Lee     | Klaus Sonnenschein        |
| Asajj Ventress                | Nika Futterman      | Claudia Urbschat-Mingues  |
| C-3PO                         | Anthony Daniels     | Wolfgang Ziffer           |
| Padmé Amidala                 | Catherine Taber     | Manja Doering             |
| Sheev Palpatine/Darth Sidious | Ian Abercrombie     | Friedhelm Ptok            |
| Yoda                          | Tom Kane            | Tobias Meister            |
| Wullf Yularen                 | Tom Kane            | Erich Räuker              |
| Mace Windu                    | Samuel L. Jackson   | Helmut Gauß               |
| Ziro, der Hutte               | Corey Burton        | Christian Gaul            |
| Whorm Loathsom                | Corey Burton        | Karl Schulz               |
| Klonkrieger                   | Dee Bradley Baker   | Martin Keßler             |
| Droiden                       | Matthew Wood        | Constantin von Jascheroff |

### Marketing
Der Film wurde neben Spielzeugfiguren und Lego-Bausätzen auch mit Stickeralben, Büchern, Comics und beinahe täglich im Internet erscheinenden Videos und Trailern beworben. Die Figuren und Bausätze wurden am 26. Juli 2008 veröffentlicht. In einigen Toys’R’Us-Filialen gab es auch Mitternachtsveranstaltungen, bei denen die Produkte ab Mitternacht gekauft werden konnten. In Deutschland konnte man sich mit kostümierten Mitgliedern der 501st Legion fotografieren lassen und eine gratis Actionfigur von General Grievous sowie ein Poster mit den Lego Sets zum Film erhalten.
Toys’R’Us und Galeria Kaufhof hatten die Erstverkaufsrechte für die Lego-Bausätze. Normale Spielwarenhändler wurden erst im September mit nur drei der insgesamt acht Bausätze die zum Film erschienen beliefert, da fünf der Sets exklusiv für die beiden oben genannten Händler sind und nur dort öffentlich verkauft werden.
Da die Bausätze der Filme im Vergleich mit anderen Lego Produkten sehr teuer waren, waren die Absatzzahlen auch sehr gering. Kurz vor Weihnachten wurden die Sets billiger angeboten.

## Kritik
Insgesamt erhielt The Clone Wars nahezu ausschließlich negative Kritiken und wurde von einigen Kritikern förmlich verrissen. Der Film wurde außerdem für die Goldene Himbeere in der Kategorie „Schlechtestes Prequel, Fortsetzung oder Rip-off“ nominiert.

„Die Effekte und der moderne Look sind durchaus spektakulär. Gewöhnungsbedürftig ist es dagegen, die Helden der Realfilme als animierte Charaktere auf eine ziemlich sparsame Mimik reduziert zu sehen. Die 114 [Korrektur: 98] Minuten des Films vergehen dank der Dominanz der Kampfsequenzen dennoch wie im Fluge. Fazit: Unentbehrlich für die ‚Star Wars‘-Community, sehenswert für Liebhaber animierter CGI-Abenteuer.“

„Aufwändig gestaltete 3D-Variante der gleichnamigen Animationsserie, die lediglich eine weitere Fernsehadaption des Stoffs einleitet und vor allem das Interesse an George Lucas’ Merchandising-Universum wecken will.“

„Die Charaktere haben Haare, die aussehen, als wären sie mit Knetmasse modelliert worden, Körper, die arthritisch wirken und bewegte Lippen auf halb gefrorenen Gesichtern – alles Zeichen dafür, dass bei der Animation gespart wurde.“

„[Mit dem Film gibt es] den ersten echten Star-Wars-Flop.“

„Es ist schwierig, die Droiden von den Jedi-Drohnen in diesem Animations-Blindgänger zu unterscheiden. Das George Lucas-Imperium schlägt zurück, dieses mal jedoch gegen das Publikum. Dieser Film hat miese Lichtschwertkämpfe und miserable Synchronsprecher, man will diesem Desaster einfach nur entkommen.“

„Erinnern sie sich, wie die Leute über die Star-Wars-Prequels gesprochen haben, als ob es die miesesten Filme wären, die je gemacht wurden, und das obwohl sie nicht so mies waren? The Clone Wars ist tatsächlich so schlecht.“

Die Deutsche Film- und Medienbewertung FBW in Wiesbaden verlieh dem Film das Prädikat wertvoll.

## Romane zum Film
- Tracey West: Star Wars: Clone Wars: Jugendroman zum Kinofilm. Xenos Verlag, ISBN 978-3-8212-3367-3
- Karen Traviss: Star Wars: Clone Wars. Romanadaption. Blanvalet Verlag, 2009, ISBN 3-442-26635-1